# Bình

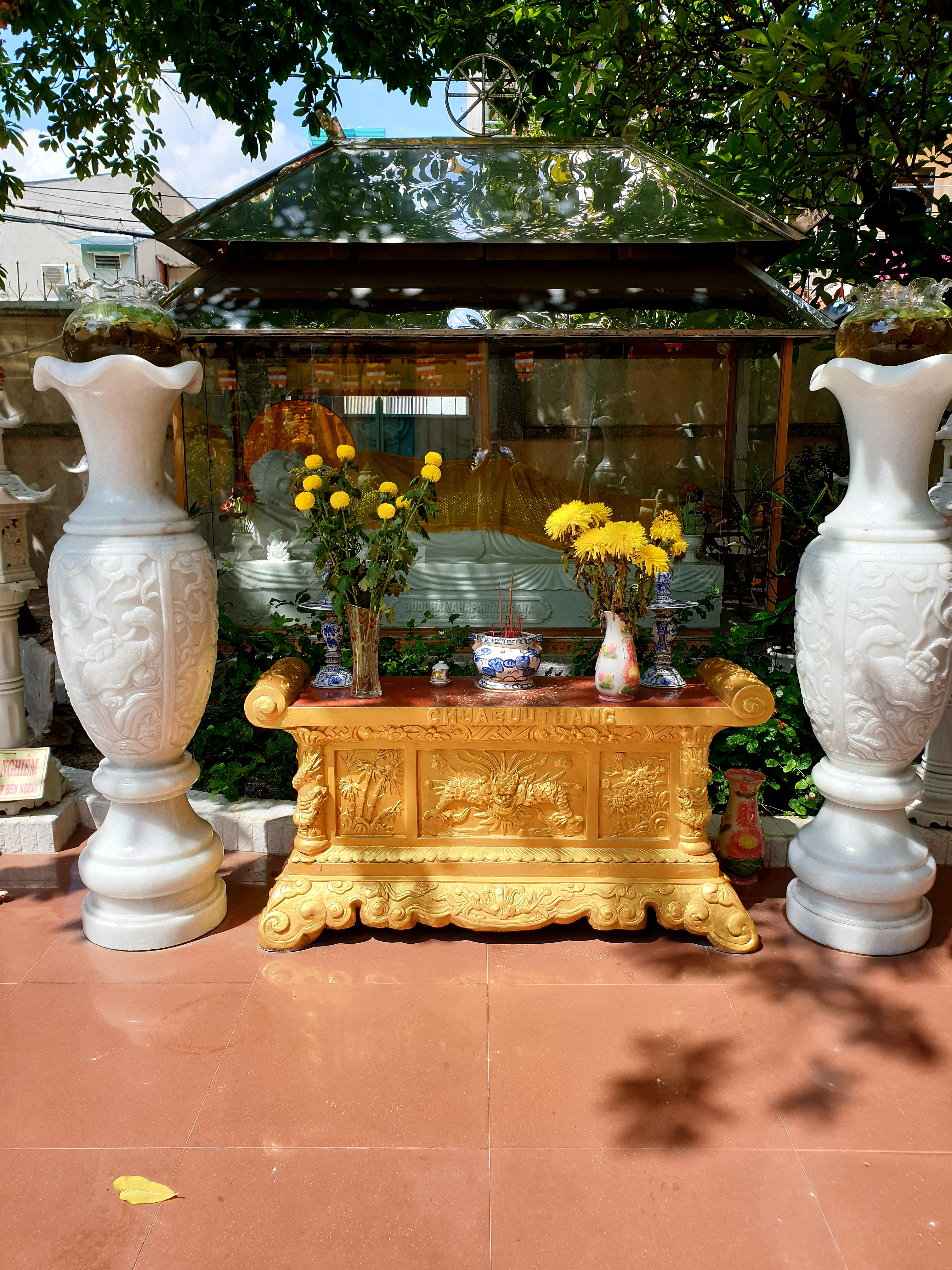
Cặp lộc bình bằng đá cẩm thạch trắng ở chùa Bửu Thắng

Bình (tiếng Anh: vase) hay lọ là một đồ vật có miệng hở, có thể dùng để chứa đựng hoặc trang trí. Bình được chế tác từ nhiều chất liệu khác nhau như gốm, thủy tinh, nhôm, đồng thau, đồng điếu, thép ,gỗ, kim loại. Tùy vào công năng sử dụng mà bình có những kiểu dáng, kích thước, tính chất lý hoá khác nhau. Một trong những chức năng cơ bản của các loại bình là dùng để cắm hoa.

## Hình ảnh

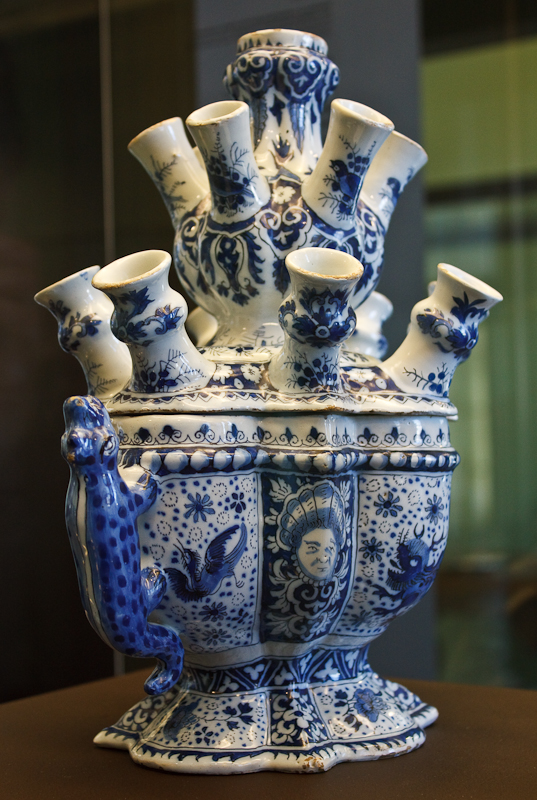
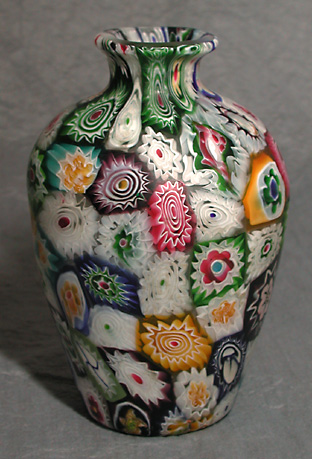
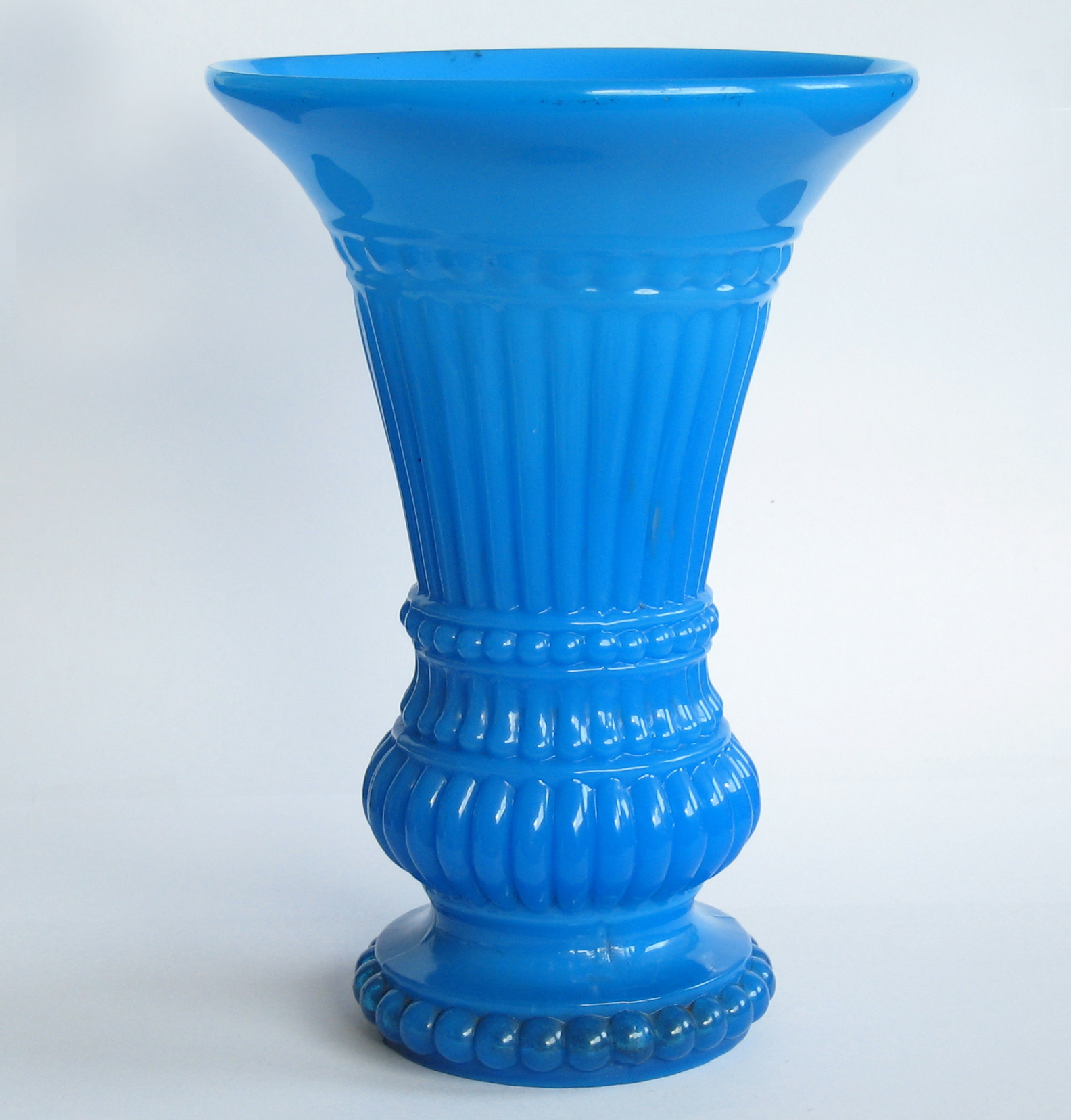
Bình cổ khoảng năm 1840
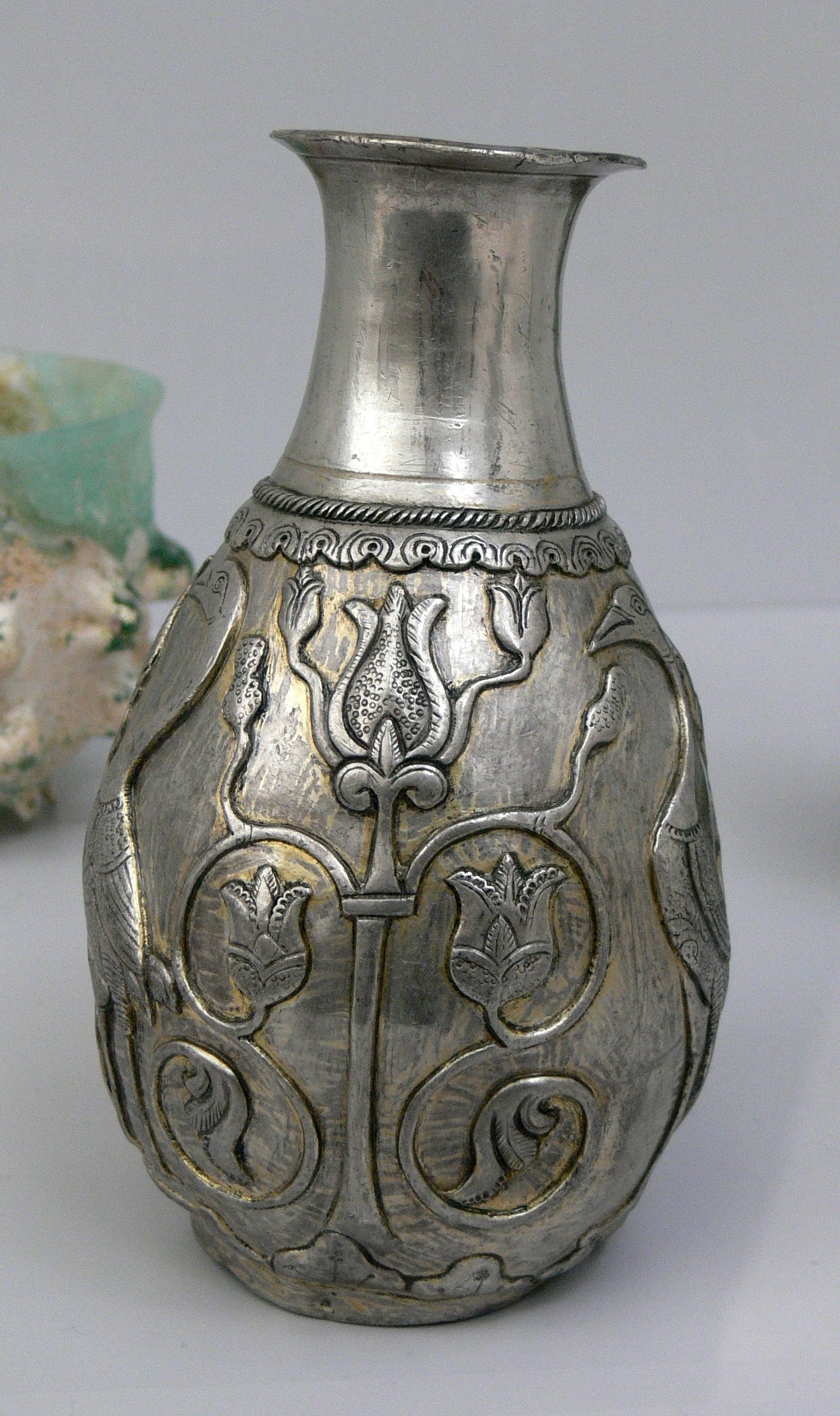
Bình kim loại khoảng năm 600-700
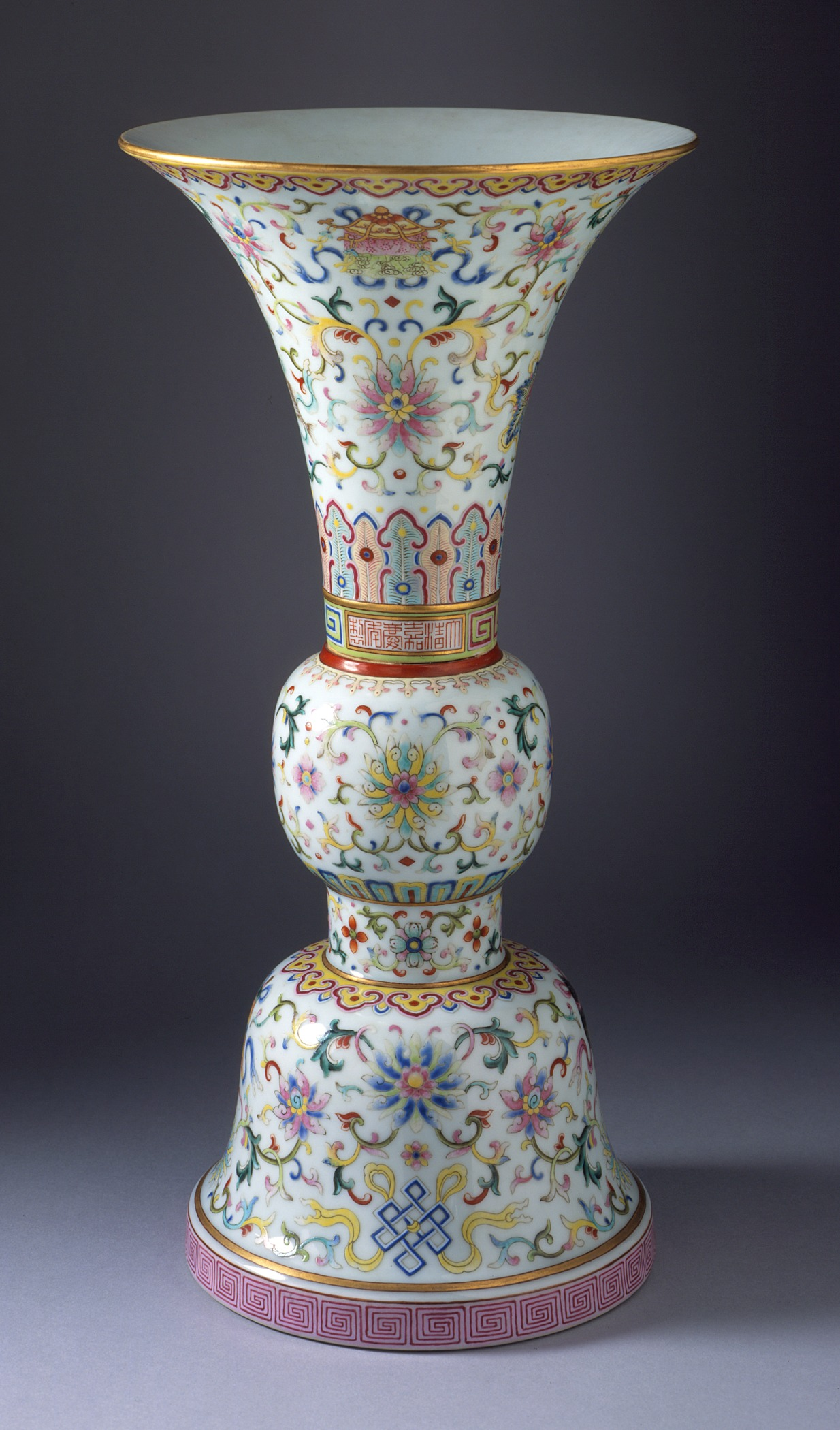
Bình kiểu Trung Quốc
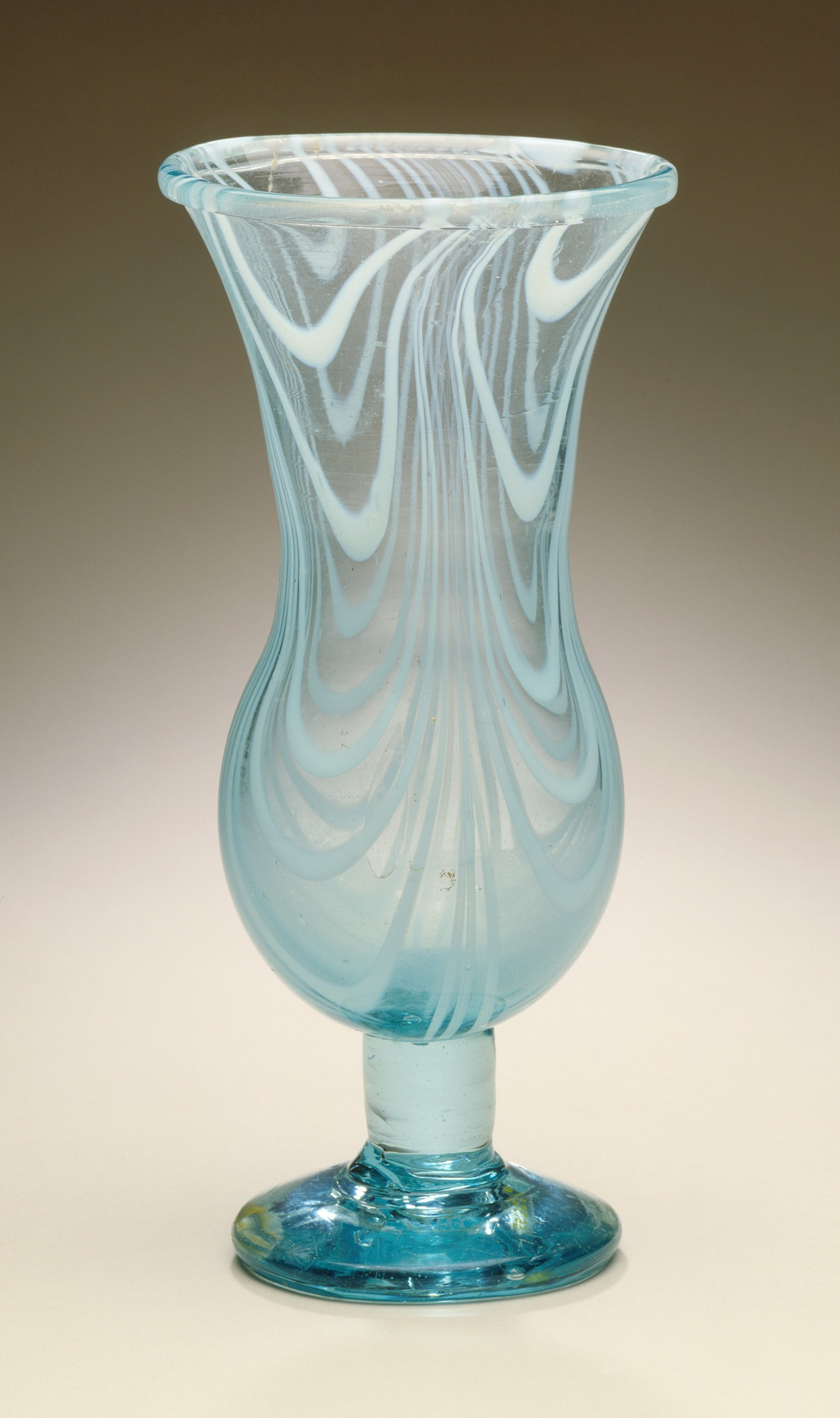
Lọ thủy tinh
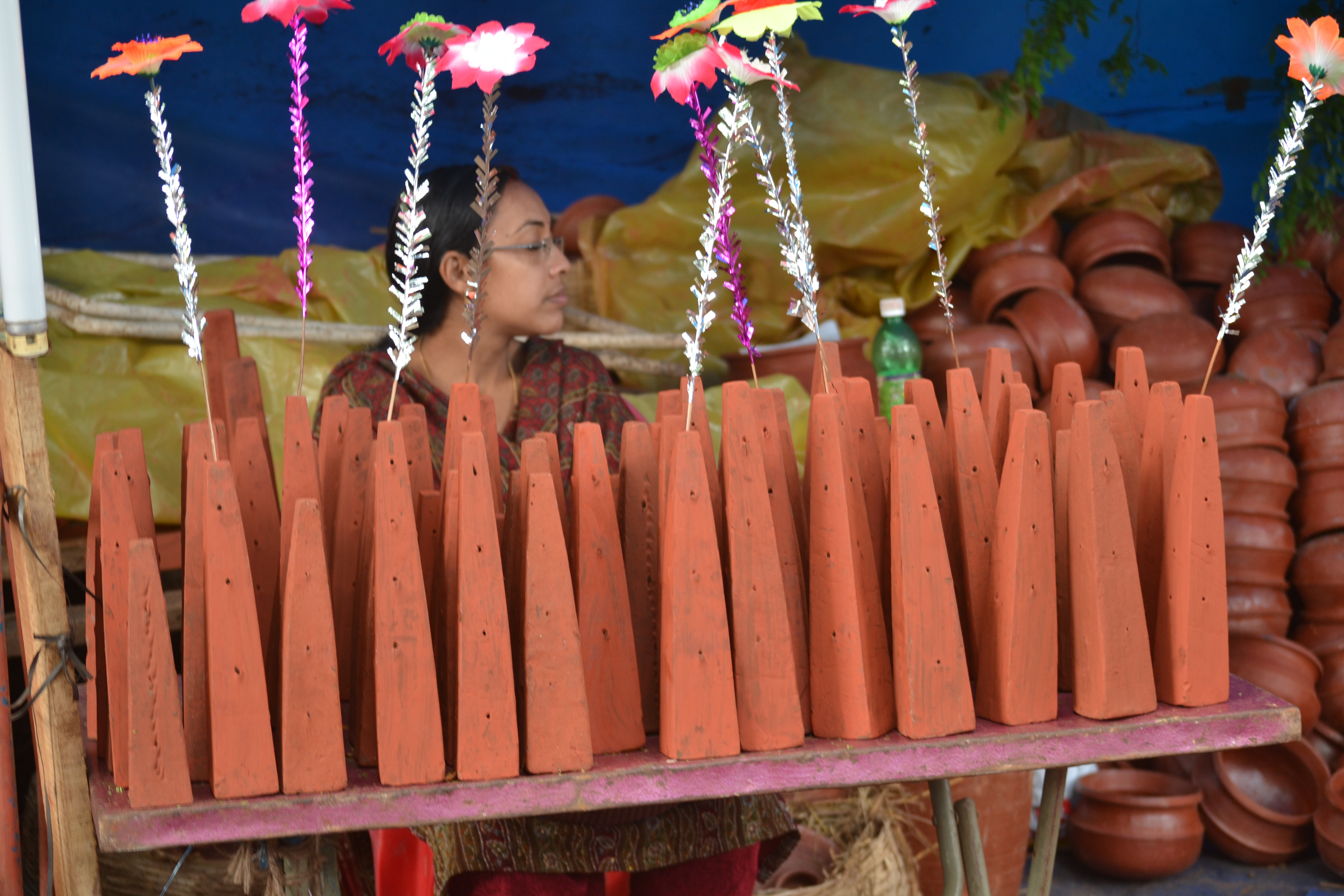
Bình đất ở Kerala, Ấn Độ
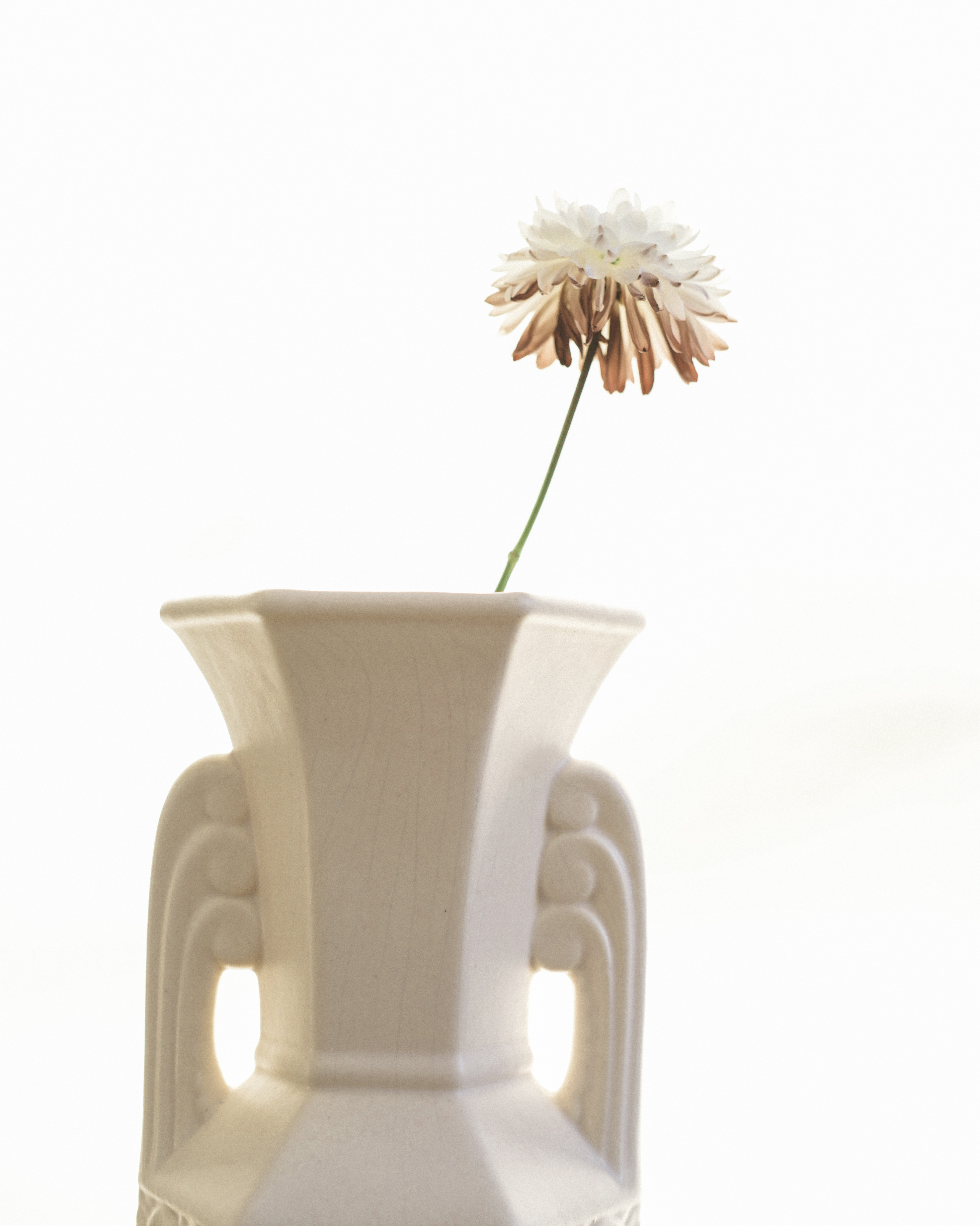
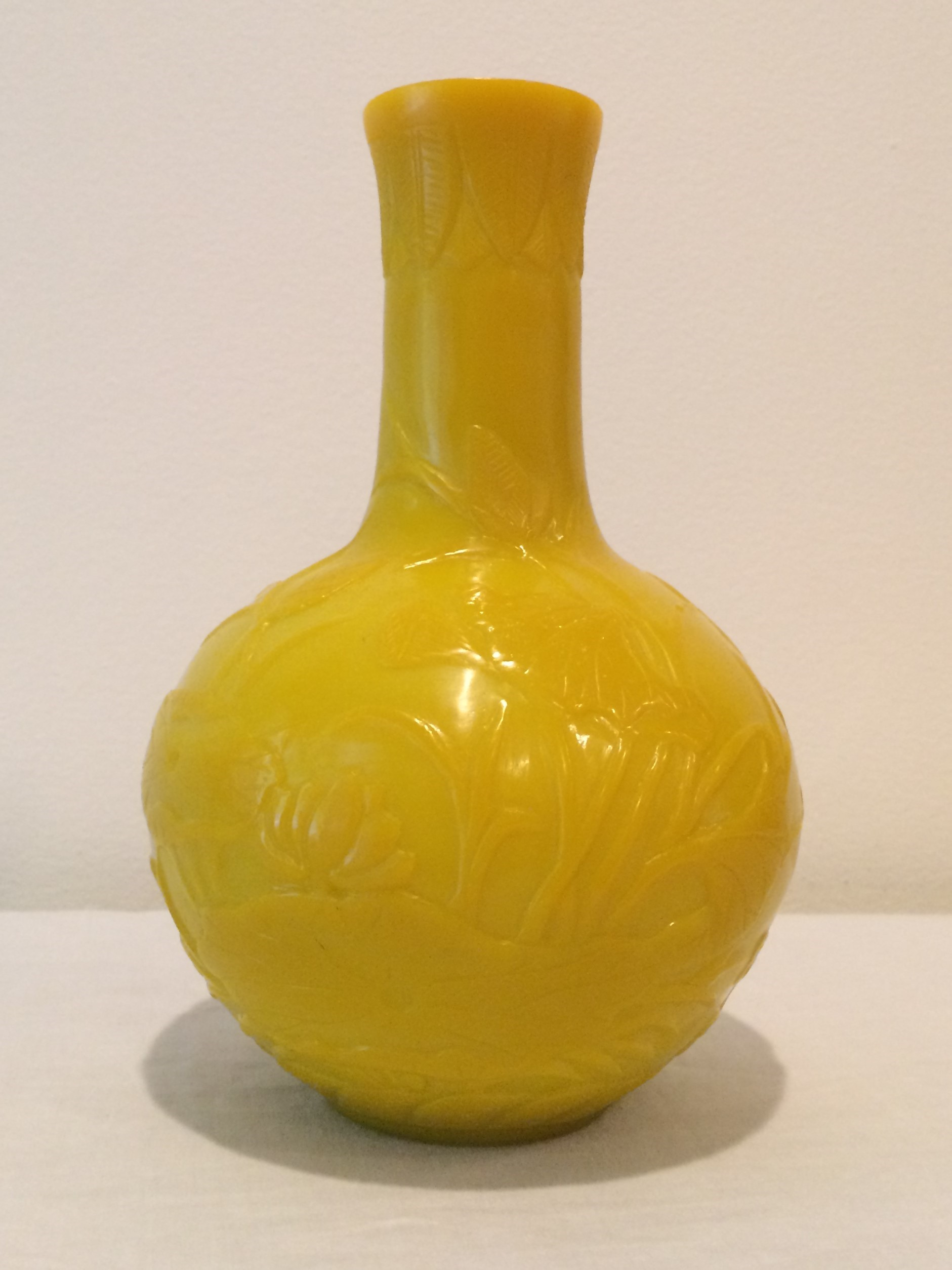
Bình vào thế kỷ 19